# Tageblatt
«Тагеблат» (люкс. Tageblatt — «Ежедневный листок», фр. Le  Journal  d’Esch — «Газета Эша»), также Тагеблат цайтунг фир Летцебург (люкс. Tageblatt Zeitung fir Lëtzebuerg — «Ежедневный листок — Газета Люксембурга») — люксембургская ежедневная газета на немецком и французском языках, издающаяся в городе Эш издательством Editpress. Основана 1 июля 1913 года. Вторая по популярности газета страны после d’Wort. Описывает себя как Zeitung fir Lëtzebuerg («газета для люксембуржцев»).
В 2004 году ежедневный тираж составлял 17 106 экземпляров: около четверти от d’Wort. Газету читают 61 100 человек, или немногим более трети от количества читателей основного конкурента.